# Акт о преступлениях против личности (1861)
Акт о преступлениях против личности, 1861 (англ. Offences against the Person Act 1861) — закон, принятый объединённым парламентом Соединённого королевства Великобритании и Ирландии в 1861 году. В законе объединены различные положения, касающиеся преступлений против личности, которые были вынесены из ряда различных предыдущих законов в единый документ. По большей части эти положения были перенесены без изменения. По сути, данный закон представляет собой обновлённую версию Акта о преступлениях против личности 1828 года, объединённую с аналогичными ирландскими законами.
Со значительными изменениями закон продолжает использоваться в Англии и Уэльсе. В то же время все положения акта 1861 года, касающиеся половых преступлений, в Англии, Уэльсе и Северной Ирландии были отменены и сегодня регулируются в Англии и Уэльсе Актом о половых преступлениях 2003 года и в Северной Ирландии Кодексом о половых преступлениях 2008 года (Sexual Offences Order 2008)
В Ирландии Акт о преступлениях против личности 1861 года также продолжает применяться, в частности на его основе в стране до 2018 года были полностью запрещены аборты.